# Plamka żółta

25 – macula lutea

Plamka żółta (łac. macula lutea) – miejsce na siatkówce oka niektórych kręgowców (kameleony, naczelne) o największej rozdzielczości widzenia związanej z największym zagęszczeniem czopków. U pozostałych kręgowców plamki tej nie spotyka się, a jej odpowiednikiem jest plamka (macula) lub pole środkowe (area centralis). W centrum plamki żółtej zazwyczaj znajduje się zagłębienie zwane dołeczkiem (foveola).
Fotoreceptory plamki żółtej zawierają żółty barwnik, z czego wynika jej nazwa.
Schorzenia doprowadzające do uszkodzenia siatkówki w tym rejonie powodują wystąpienie zniekształceń obrazu, obniżenia centralnej ostrości wzroku, ubytku w polu widzenia – tzw. mroczka centralnego, zaburzeń widzenia barw. Takie objawy występują m.in. w zwyrodnieniu plamki żółtej (choroba autoimmunologiczna pojawiająca się najczęściej u ludzi w starszym wieku), zakrzepie żyły albo tętnicy środkowej siatkówki oraz retinopatii.